# Bayerische B IV
Die Bayerischen B IV waren Dampflokomotiven für gemischten Dienst der Königlich Bayerischen Staatsbahn.

## Beschreibung
Bei den sechs Fahrzeugen von Kessler wurde mit einem Kessel in der Bauart Kessler experimentiert. Dieser hatte einen birnenförmigen Querschnitt und konnte somit tiefer zwischen die Räder gelegt werden. Bei den Maschinen von Hartmann versuchte man denselben Effekt zu erreichen, indem man zwei Kessel, einen Unterkessel mit kleinem Durchmesser und einen größeren Oberkessel, verwendete. Nachdem es zweimal zur Kesselexplosion gekommen war, rüstete man alle Fahrzeuge mit normalem Kessel aus. Alle Fahrzeuge hatten den Dampfdom in der Mitte, der überhängende Stehkessel hatte eine glatte Feuerbüchse, auf dem sich ein Sicherheitsventil befand, und die von den Kreuzköpfen angetriebene Fahrpumpe. Sie waren mit einem Schlepptender der bayerischen Bauart 3 T 5 ausgestattet.
Im Einzelnen wurden folgende Lokomotiven der Gattung B III geliefert:
| Inv.-Nr. | Name          | Hersteller          | Fabr.-Nr. | Baujahr | Abnahme   | Ausmust. | Bemerkungen          |
| -------- | ------------- | ------------------- | --------- | ------- | --------- | -------- | -------------------- |
| 100      | ULM           | Kessler (Esslingen) | 215       | 1852    | Sep. 1852 | 1881     |                      |
| 101      | BAYREUTH      | Kessler (Esslingen) | 216       | 1852    | Nov. 1852 | 1879     |                      |
| 102      | VEITSHÖCHHEIM | Kessler (Esslingen) | 217       | 1852    | Dez. 1852 | 1881     | Kesselexplosion      |
| 103      | ASCHAFFENBURG | Kessler (Esslingen) | 218       | 1853    | Jan. 1853 | 1879     |                      |
| 104      | ELTMANN       | Kessler (Esslingen) | 219       | 1853    | März 1853 | 1879     |                      |
| 105      | ZEIL          | Kessler (Esslingen) | 220       | 1853    | März 1853 | 1879     |                      |
| 106      | SPESSART      | Hartmann            | 31        | 1852    | Nov. 1852 | 1879     | Kesselexplosion 1854 |
| 107      | RHÖN          | Hartmann            | 32        | 1852    | Okt. 1852 | 1881     |                      |
| 108      | REGENSBURG    | Hartmann            | 33        | 1852    | Dez. 1852 | 1881     |                      |
| 109      | AMBERG        | Hartmann            | 34        | 1852    | Dez. 1852 | 1879     |                      |